# Servette Football Club Genève 1890 2002-2003
Questa voce raccoglie le informazioni riguardanti il Servette Football Club Genève 1890 nelle competizioni ufficiali della stagione 2002-2003.

## Stagione
Nella stagione 2002-2003 il Servette, allenato da Roberto Morinini, concluse il campionato di Lega Nazionale A all'8º posto. Il Servette concluse il girone di play-off al 6º posto. In Coppa UEFA il Servette fu eliminato al primo turno dall'Amica Wronki. 

## Rosa
| N. |                                 | Ruolo | Calciatore         |
| -- | ------------------------------- | ----- | ------------------ |
| 1  | Svizzera (bandiera)             | P     | Anthony Favre      |
| 2  | Svizzera (bandiera)             | D     | Philippe Cravero   |
| 3  | Svizzera (bandiera)             | C     | Sébastien Fournier |
| 6  | Svizzera (bandiera)             | C     | Oscar Londono      |
| 7  | Guinea (bandiera)               | C     | Thierno Bah        |
| 8  | Svizzera (bandiera)             | C     | Massimo Lombardo   |
| 9  | Togo (bandiera)                 | A     | Mohamed Kader      |
| 10 | Serbia e Montenegro (bandiera)  | C     | Goran Obradović    |
| 11 | Svizzera (bandiera)             | A     | Nicolas Weber      |
| 12 | Bosnia ed Erzegovina (bandiera) | D     | Aleksandar Bratic  |
| 13 | Svizzera (bandiera)             | D     | Yves Miéville      |
| 14 | Svizzera (bandiera)             | A     | Léonard Thurre     |
| 17 | Svizzera (bandiera)             | C     | Tibert Pont        |
| 18 | Svizzera (bandiera)             | P     | Sébastien Roth     |

| N. |                      | Ruolo | Calciatore             |
| -- | -------------------- | ----- | ---------------------- |
| 19 | Svizzera (bandiera)  | D     | Christophe Jaquet      |
| 21 | Svizzera (bandiera)  | C     | Paulo Diogo            |
| 23 | Svizzera (bandiera)  | C     | Alexandre Comisetti    |
| 24 | Svizzera (bandiera)  | C     | Fabrizio Zambrella     |
| 27 | Francia (bandiera)   | C     | Jérôme Sonnerat        |
| 66 | Svizzera (bandiera)  | P     | Marco Pascolo          |
| 4  | Brasile (bandiera)   | D     | Vitorino Hilton        |
| 28 | Svizzera (bandiera)  | D     | Jérémy Pauchard        |
| 5  | Svizzera (bandiera)  | D     | Philippe Senderos      |
| 16 | Svizzera (bandiera)  | C     | Fabrizio Bullo         |
| 20 | Benin (bandiera)     | C     | Alain Gaspoz           |
| 25 | Francia (bandiera)   | C     | Jean-Claude Lanoizelet |
| 15 | Brasile (bandiera)   | A     | Galvão                 |
| 36 | Togo (bandiera)      | A     | Mohamed Touré          |
| 38 | Argentina (bandiera) | D     | Luciano Panorrama      |

## Organigramma societario
Area tecnica
- Allenatore: Adrian Ursea
- Allenatore in seconda:
- Preparatore dei portieri:
- Preparatori atletici:

## Calciomercato

### Sessione estiva
| Acquisti | Acquisti | Acquisti | Acquisti |
| R.       | Nome     | da       | Modalità |
| -------- | -------- | -------- | -------- |

| Cessioni | Cessioni | Cessioni | Cessioni |
| R.       | Nome     | a        | Modalità |
| -------- | -------- | -------- | -------- |

### Sessione invernale
| Acquisti | Acquisti | Acquisti | Acquisti |
| R.       | Nome     | da       | Modalità |
| -------- | -------- | -------- | -------- |

| Cessioni | Cessioni | Cessioni | Cessioni |
| R.       | Nome     | a        | Modalità |
| -------- | -------- | -------- | -------- |

## Risultati

### Lega Nazionale A

#### Andata
| Arbitro: | Etter |

|                        |           |  |
| Ojong 30’ Di Zenzo 52’ | Marcatori |  |

| Arbitro: | Rogalla |

|                      |           |  |
| Fournier 17’ Bah 90’ | Marcatori |  |

| Arbitro: | Busacca |

|                             |           |                    |
| Keita 43’, 79’ Hellinga 65’ | Marcatori | 29’ (aut.) Fischer |

| Arbitro: | Bertolini |

|                          |           |  |
| Castillo 54’ Cabanas 73’ | Marcatori |  |

| Arbitro: | Circhetta |

|                   |           |  |
| Senderos 12’, 49’ | Marcatori |  |

| Arbitro: | Wildhaber |

|                                                       |           |                     |
| Zwyssig 29’ Giménez 45’ Yakın 56’ (rig.) Esposito 90’ | Marcatori | 60’ Frei 78’ Gaspoz |

| Arbitro: | Salm |

|                                 |           |                   |
| Thurre 11’ Frei 54’ Cravero 60’ | Marcatori | 69’ (rig.) Renfer |

| Arbitro: | Etter |

|                             |           |                        |
| Mordeku 40’ Lustrinelli 89’ | Marcatori | 55’ Jaquet 77’ Cravero |

| Arbitro: | Rogalla |

|                                                     |           |  |
| Senderos 25’ Diogo 67’ Thurre 77’ Lombardo 87’, 90’ | Marcatori |  |

| Arbitro: | Beck |

|                     |           |                 |
| Rey 48’ Leandro 71’ | Marcatori | 65’ (rig.) Frei |

| Arbitro: | Rutz |

|                                          |           |                      |
| Sermeter 26’ Berisha 44’, 90’ Magnin 51’ | Marcatori | 46’ Kader 80’ Jaquet |

#### Ritorno
| Arbitro: | Leuba |

|                                                     |           |  |
| Obradović 49’, 68’ (rig.) Kader 61’ Thurre 79’, 86’ | Marcatori |  |

| Arbitro: | Steiner |

|                   |           |                          |
| Imhof 1’ Gane 54’ | Marcatori | 4’ Cravero 44’ Comisetti |

| Arbitro: | Busacca |

|                     |           |  |
| Thurre 27’ Frei 62’ | Marcatori |  |

| Arbitro: | Salm |

|                                      |           |                                     |
| Frei 18’, 28’ (rig.), 31’ Thurre 89’ | Marcatori | 6’ Baturina 22’ Núñez 80’ Smiljanić |

| Arbitro: | Bertolini |

|                                                        |           |                            |
| Brand 16’ (rig.) Londono 45’ (aut.) Muff 79’ Hofer 90’ | Marcatori | 21’, 67’ Frei 43’ Lombardo |

| Arbitro: | Busacca |

|  |           |           |
|  | Marcatori | 51’ Ergić |

| Arbitro: | Meier |

|         |           |  |
| Gil 80’ | Marcatori |  |

| Arbitro: | Bertolini |

|          |           |             |
| Frei 11’ | Marcatori | 56’ Fabinho |

| Arbitro: | Etter |

|  |           |                             |
|  | Marcatori | 15’ Obradović 23’, 82’ Frei |

| Arbitro: | Rutz |

|                 |           |             |
| Frei 37’ (rig.) | Marcatori | 40’ Leandro |

| Arbitro: | Rogalla |

|                                  |           |                                                    |
| Michkov 10’ Thurre 79’, 86’, 89’ | Marcatori | 22’ Berisha 29’ Petrosyan 38’ Tikva 42’ Vonlanthen |

### Play-off
| Arbitro: | Busacca |

|                 |           |         |
| Thurre 16’, 64’ | Marcatori | 27’ Nef |

| Arbitro: | Beck |

|                           |           |  |
| Haas 26’ Yakın 67’ (rig.) | Marcatori |  |

| Arbitro: | Circhetta |

|            |           |                     |
| Thurre 10’ | Marcatori | 36’ (rig.) Sermeter |

| Arbitro: | Nobs |

|           |           |               |
| Bamba 26’ | Marcatori | 31’ Comisetti |

| Ginevra 5 aprile 2003, ore 19:30 CEST 5ª giornata | Servette  | 0 – 0 referto | Neuchâtel Xamax | Stade de Genève (6 127 spett.)\| Arbitro: \| Bertolini \| |
| Arbitro:                                          | Bertolini |               |                 |                                                           |

| Arbitro: | Meier |

|           |           |           |
| Núñez 22’ | Marcatori | 45’ Diogo |

| Arbitro: | Salm |

|                                            |           |              |
| Thurre 37’ Obradović 77’ Bratic 85’ (rig.) | Marcatori | 16’ Streller |

#### ritorno
| Arbitro: | Falb |

|                                    |           |                   |
| Rama 28’ Aegerter 42’ Streller 65’ | Marcatori | 25’ (rig.) Bratic |

| Arbitro: | Nobs |

|  |           |                                         |
|  | Marcatori | 10’ Núñez 48’ Castillo 52’, 82’ Cabanas |

| Arbitro: | Meier |

|         |           |                                 |
| Rey 37’ | Marcatori | 43’ Londono 45’ Diogo 65’ Kader |

| Arbitro: | Leuba |

|           |           |  |
| Kader 55’ | Marcatori |  |

| Arbitro: | Krassnitzer |

|                                  |           |           |
| Sermeter 6’ (rig.) Chapuisat 90’ | Marcatori | 16’ Kader |

| Arbitro: | Meier |

|  |           |                                      |
|  | Marcatori | 17’ Yakın 21’ Rossi 23’, 55’ Giménez |

| Arbitro: | Bertolini |

|                                       |           |                         |
| Keita 33’, 38’, 90’ Di Jorio 64’, 71’ | Marcatori | 51’ Obradović 76’ Kader |

### Coppa UEFA

#### Fase di qualificazione
| Arbitro: | Słupik |

|  |           |                |
|  | Marcatori | 72’, 84’ Kader |

| Arbitro: | Zammit |

|                         |           |  |
| Diogo 38’, 43’ Frei 77’ | Marcatori |  |

#### Fase a eliminazione diretta
| Arbitro: | Weiner |

|                        |           |                            |
| Obradović 26’ Frei 59’ | Marcatori | 62’, 85’ Król 70’ Zieńczuk |

| Arbitro: | Delević |

|               |           |               |
| Burkhardt 60’ | Marcatori | 35’, 88’ Frei |

## Statistiche

### Statistiche di squadra
| Competizione     | Punti | In casa | In casa | In casa | In casa | In casa | In casa | In trasferta | In trasferta | In trasferta | In trasferta | In trasferta | In trasferta | Totale | Totale | Totale | Totale | Totale | Totale | DR  |
| Competizione     | Punti | G       | V       | N       | P       | Gf      | Gs      | G            | V            | N            | P            | Gf           | Gs           | G      | V      | N      | P      | Gf     | Gs     | DR  |
| ---------------- | ----- | ------- | ------- | ------- | ------- | ------- | ------- | ------------ | ------------ | ------------ | ------------ | ------------ | ------------ | ------ | ------ | ------ | ------ | ------ | ------ | --- |
| Lega Nazionale A | 29    | 11      | 7       | 3       | 1       | 29      | 11      | 11           | 1            | 2            | 8            | 16           | 26           | 22     | 8      | 5      | 9      | 45     | 37     | +8  |
| Play-off         | -     | 7       | 3       | 2       | 2       | 7       | 11      | 7            | 1            | 2            | 4            | 9            | 15           | 14     | 4      | 4      | 6      | 16     | 26     | -10 |
| Coppa UEFA       | -     | 2       | 1       | 0       | 1       | 5       | 3       | 2            | 2            | 0            | 0            | 4            | 1            | 4      | 3      | 0      | 1      | 9      | 4      | +5  |
| Totale           | 29    | 20      | 11      | 5       | 4       | 41      | 25      | 20           | 4            | 4            | 12           | 29           | 42           | 40     | 15     | 9      | 16     | 70     | 67     | +3  |

### Andamento in campionato
| Giornata  | 1 | 2 | 3 | 4  | 5 | 6 | 7 | 8 | 9 | 10 | 11 | 12 | 13 | 14 | 15 | 16 | 17 | 18 | 19 | 20 | 21 | 22 |
| --------- | - | - | - | -- | - | - | - | - | - | -- | -- | -- | -- | -- | -- | -- | -- | -- | -- | -- | -- | -- |
| Luogo     | T | C | T | T  | C | T | C | T | C | T  | T  | C  | T  | C  | C  | T  | C  | T  | C  | T  | C  | C  |
| Risultato | P | V | P | P  | V | P | V | N | V | P  | P  | V  | N  | V  | V  | P  | P  | P  | N  | V  | N  | N  |
| Posizione | 9 | 7 | 9 | 11 | 8 | 9 | 7 | 6 | 4 | 6  | 7  | 6  | 6  | 5  | 5  | 5  | 7  | 7  | 8  | 6  | 7  | 8  |

Legenda:

Luogo: C = Casa; T = Trasferta. Risultato: V = Vittoria; N = Pareggio; P = Sconfitta.

### Statistiche dei giocatori
| Giocatore     | Lega Nazionale A | Lega Nazionale A | Lega Nazionale A | Lega Nazionale A | Coppa UEFA | Coppa UEFA | Coppa UEFA  | Coppa UEFA | Totale   | Totale | Totale      | Totale     |
| Giocatore     | Presenze         | Reti             | Ammonizioni      | Espulsioni       | Presenze   | Reti       | Ammonizioni | Espulsioni | Presenze | Reti   | Ammonizioni | Espulsioni |
| ------------- | ---------------- | ---------------- | ---------------- | ---------------- | ---------- | ---------- | ----------- | ---------- | -------- | ------ | ----------- | ---------- |
| L. Panorrama  | 12               | 3                | 0                | 0                | 2          | 0          | 1           | 0          | 14       | 3      | 1           | 0          |
| C. Andrey     | 0                | 0                | 0                | 0                | 0          | 0          | 0           | 0          | 0        | 0      | 0           | 0          |
| T. Bah        | 6                | 1                | 0                | 0                | 1          | 0          | 0           | 0          | 7        | 1      | 0           | 0          |
| A. Bratic     | 5                | 0                | 0                | 0                | 1          | 0          | 0           | 0          | 6        | 0      | 0           | 0          |
| F. Bullo      | 10               | 0                | 4                | 0                | 1          | 0          | 1           | 0          | 11       | 0      | 5           | 0          |
| A. Comisetti  | 14               | 1                | 2                | 1                | 2          | 0          | 0           | 0          | 16       | 1      | 2           | 1          |
| P. Cravero    | 16               | 3                | 4                | 0                | 3          | 0          | 0           | 0          | 19       | 3      | 4           | 0          |
| P. Diogo      | 19               | 1                | 2                | 0                | 2          | 2          | 0           | 0          | 21       | 3      | 2           | 0          |
| A. Favre      | 1                | 0                | 0                | 0                | 0          | 0          | 0           | 0          | 1        | 0      | 0           | 0          |
| S. Fournier   | 9                | 1                | 4                | 0                | 2          | 0          | 0           | 0          | 11       | 1      | 4           | 0          |
| A. Frei       | 19               | 13               | 3                | 0                | 4          | 4          | 0           | 0          | 23       | 17     | 3           | 0          |
| G. Galvão     | 0                | 0                | 0                | 0                | 0          | 0          | 0           | 0          | 0        | 0      | 0           | 0          |
| A. Gaspoz     | 18               | 1                | 6                | 0                | 2          | 0          | 0           | 0          | 20       | 1      | 6           | 0          |
| H. Hilton     | 17               | 0                | 5                | 1                | 4          | 0          | 0           | 0          | 21       | 0      | 5           | 1          |
| C. Jaquet     | 16               | 2                | 4                | 0                | 3          | 0          | 0           | 0          | 19       | 2      | 4           | 0          |
| M. Kader      | 11               | 2                | 0                | 0                | 4          | 2          | 0           | 0          | 15       | 4      | 0           | 0          |
| J. Lanoizelet | 0                | 0                | 0                | 0                | 0          | 0          | 0           | 0          | 0        | 0      | 0           | 0          |
| M. Lombardo   | 22               | 3                | 2                | 0                | 4          | 0          | 0           | 0          | 26       | 3      | 2           | 0          |
| O. Londono    | 21               | 0                | 6                | 0                | 4          | 0          | 1           | 0          | 25       | 0      | 7           | 0          |
| D. Michkov    | 10               | 1                | 0                | 0                | 3          | 0          | 0           | 0          | 13       | 1      | 0           | 0          |
| Y. Miéville   | 8                | 0                | 1                | 1                | 2          | 0          | 0           | 0          | 10       | 0      | 1           | 1          |
| G. Obradović  | 15               | 3                | 2                | 0                | 3          | 1          | 0           | 0          | 18       | 4      | 2           | 0          |
| M. Pascolo    | 21               | 0                | 1                | 1                | 4          | 0          | 0           | 0          | 25       | 0      | 1           | 1          |
| J. Pauchard   | 0                | 0                | 0                | 0                | 0          | 0          | 0           | 0          | 0        | 0      | 0           | 0          |
| T. Pont       | 0                | 0                | 0                | 0                | 0          | 0          | 0           | 0          | 0        | 0      | 0           | 0          |
| S. Roth       | 1                | 0                | 0                | 0                | 0          | 0          | 0           | 0          | 1        | 0      | 0           | 0          |
| M. Sanou      | 2                | 0                | 0                | 0                | 0          | 0          | 0           | 0          | 2        | 0      | 0           | 0          |
| P. Senderos   | 18               | 3                | 3                | 0                | 2          | 0          | 0           | 0          | 20       | 3      | 3           | 0          |
| J. Sonnerat   | 0                | 0                | 0                | 0                | 0          | 0          | 0           | 0          | 0        | 0      | 0           | 0          |
| L. Thurre     | 21               | 9                | 5                | 0                | 4          | 0          | 0           | 0          | 25       | 9      | 5           | 0          |
| M. Touré      | 0                | 0                | 0                | 0                | 0          | 0          | 0           | 0          | 0        | 0      | 0           | 0          |
| M. Vanetta    | 1                | 0                | 0                | 0                | 0          | 0          | 0           | 0          | 1        | 0      | 0           | 0          |
| N. Weber      | 0                | 0                | 0                | 0                | 0          | 0          | 0           | 0          | 0        | 0      | 0           | 0          |
| F. Zambrella  | 0                | 0                | 0                | 0                | 0          | 0          | 0           | 0          | 0        | 0      | 0           | 0          |